# Passage Ben-Aïad
Le passage Ben-Aïad  est un passage couvert, privé, parisien, situé dans le 2e arrondissement. Le passage Ben-Aïad, ancienne « galerie Mandar », est le dernier vestige du passage du Saumon.

## Situation et accès
Il sert de liaison entre la rue Mandar au sud et la rue Léopold-Bellan au nord.
Ce site est desservi par la station de métro Sentier.

## Origine du nom
Le passage porte le nom d'un riche propriétaire tunisien, le  général Mahmoud Ben Aïad.

## Historique

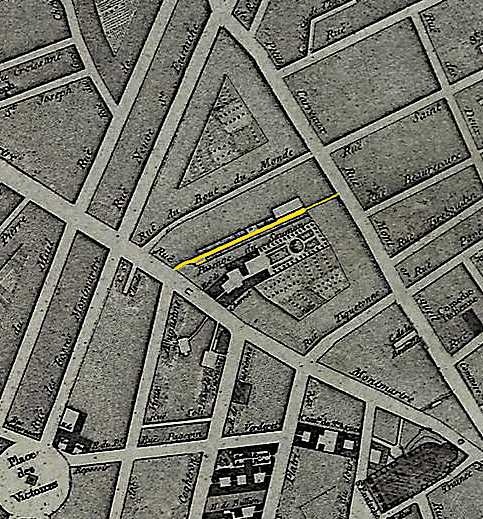
Passage du Saumon sur le plan de Jaillot de 1775.

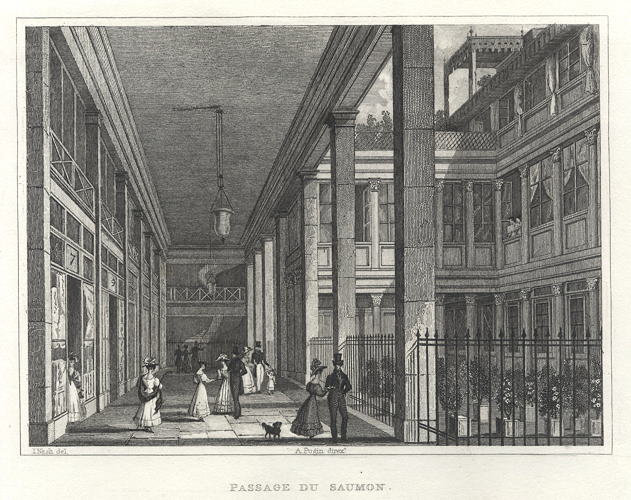
Le passage au XIX.

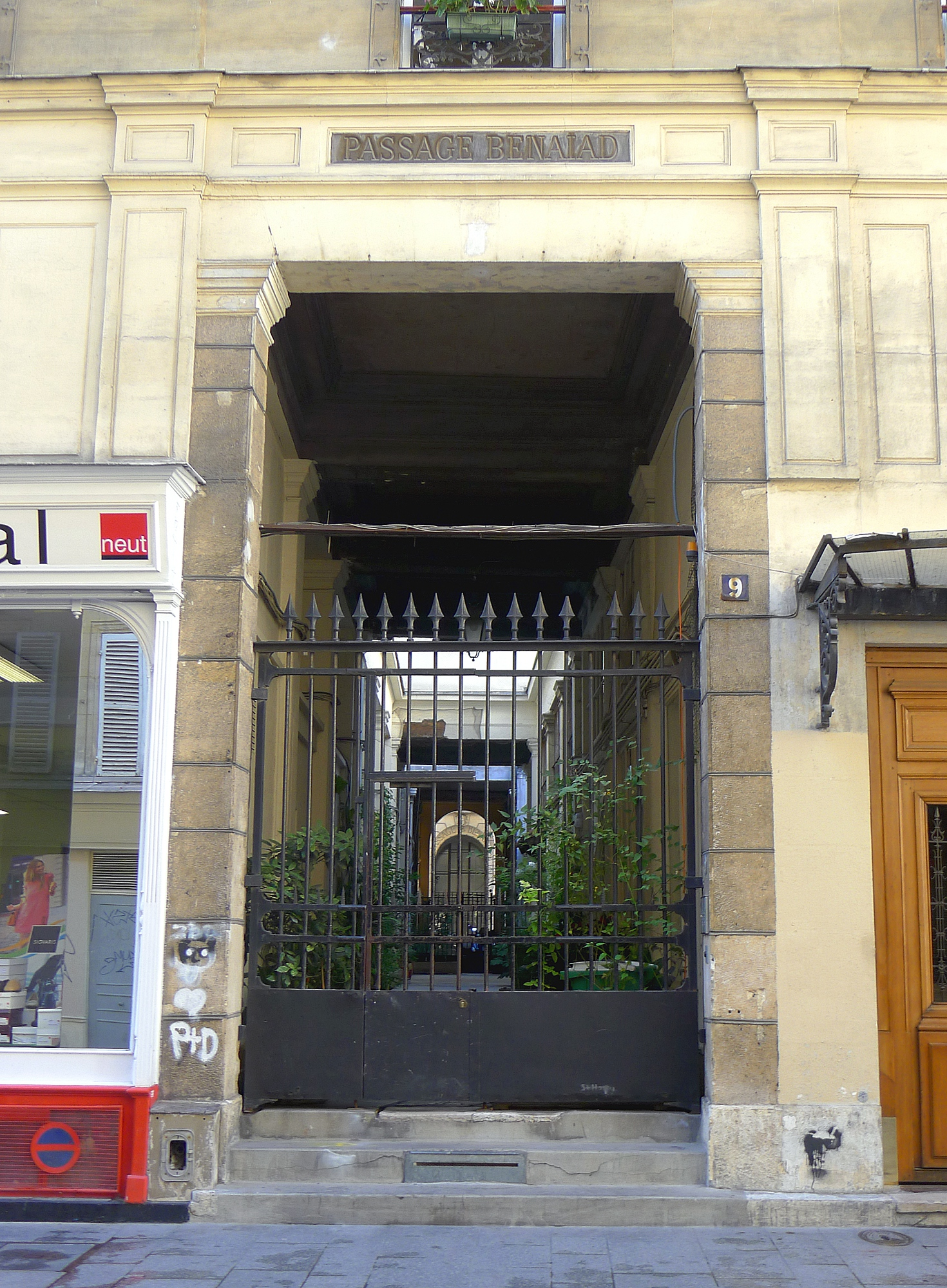

Un premier passage du Saumon exista à cet emplacement dès 1763, mais il était alors à ciel ouvert.
Le second passage du même nom, couvert d'une verrière, fut édifié en 1828 par l'architecte Hubert Rohault de Fleury (1777-1846) sur commande de la société Rohard et Compagnie. 
Le passage était constitué de quatre allées : 
- une allée principale de 175 mètres de longueur qui reliait les rues Montorgueil ;
- perpendiculairement à cette allée principale, la galerie Mandar, seule existante de nos jours sous le nom de « Ben-Aïad », qui reliait la rue Mandar et la rue Saint-Sauveur (actuel rue Léopold-Bellan)  ;
- la galerie des Bains qui reliait la galerie Mandar et le passage du Saumon par le nord ;
- la galerie du Salon  qui reliait la galerie Mandar et le passage du Saumon par le sud[2]. Ces deux dernières desservaient un établissement de bains et un théâtre.

Le passage connut un important succès, plus par son pouvoir d'attraction que par sa situation, vu qu'il ne constituait pas particulièrement un raccourci ou une liaison commode entre deux rues. Il fut très fréquenté jusqu'à la fin du Second Empire avec l'attrait de son bal et de ses boutiques à la mode avant de connaître un déclin progressif. Le passage fut le théâtre d'émeutes réprimées dans le sang et de barricades les 5 et 6 juin 1832 lors de l'enterrement du général Lamarque, épisode rapporté par Victor Hugo dans Choses vues.
Le passage fut acquis en février 1853 par un nouveau propriétaire, le riche général tunisien Mahmoud Ben Aïad.
Au fil des ans et des fermetures de boutiques, l’exploitation du passage devint peu rentable. Son fils, Ahmed Ben Aïad, qui avait acheté les immeubles par vente sur licitation le 18 juin 1884, se résolut à le fermer et à en faire démolir l'essentiel en septembre 1899 afin de le remplacer par des immeubles de rapport distribués sur une nouvelle voie, la rue Bachaumont, qui fut tracée à son emplacement. Ce qui reste de la galerie Mandar est renommé « Ben-Aïad » par son propriétaire vers 1905.
Le passage Ben-Aïad est aujourd'hui peu entretenu et fermé au public. À travers la grille d'entrée, on devine encore l'accès aux anciens bains du Saumon.
Le passage, ainsi que les façades et toitures de l'établissement de bains ont été inscrits monuments historiques par arrêté du 21 janvier 1997.

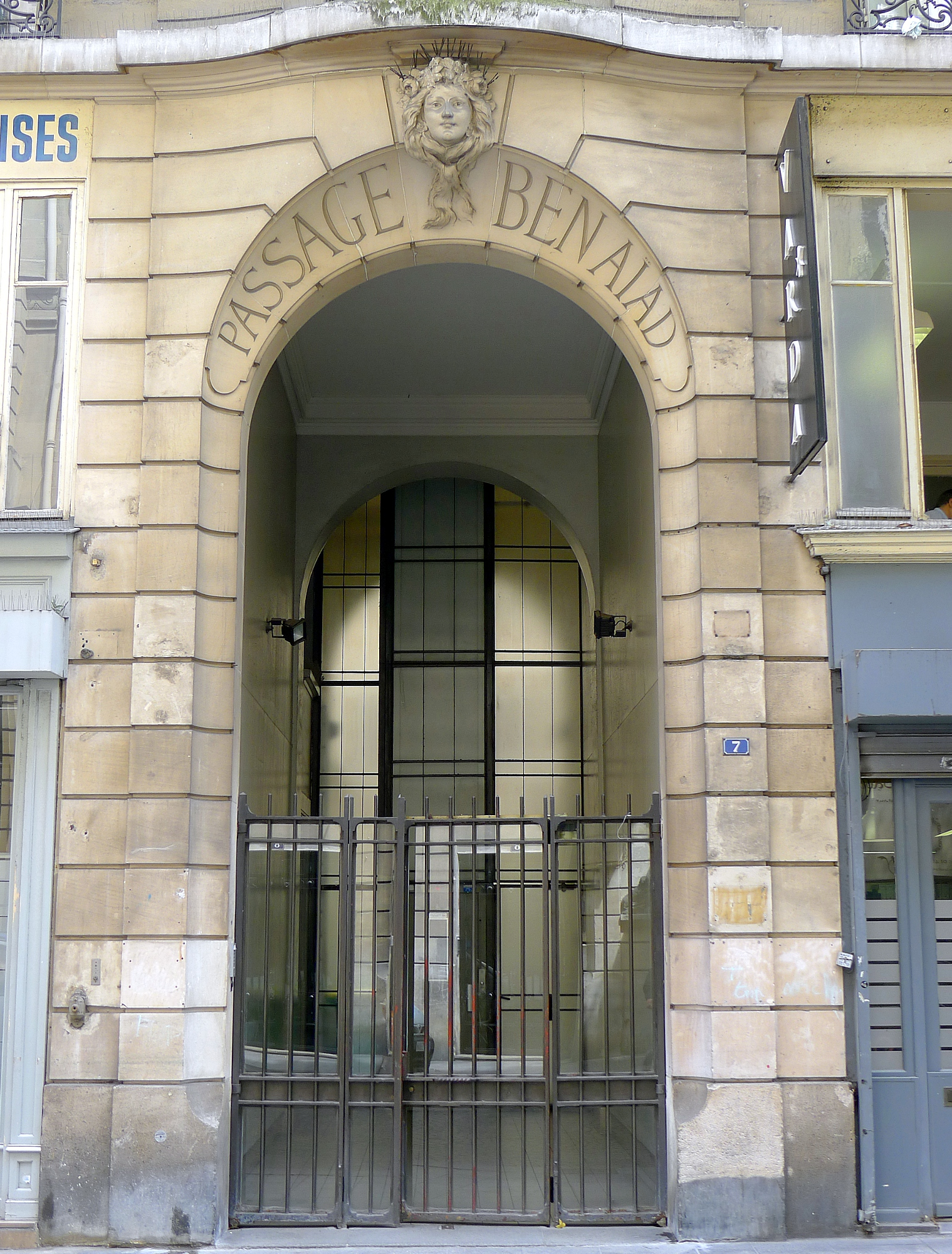
Passage Ben-Aïad, côté impair.
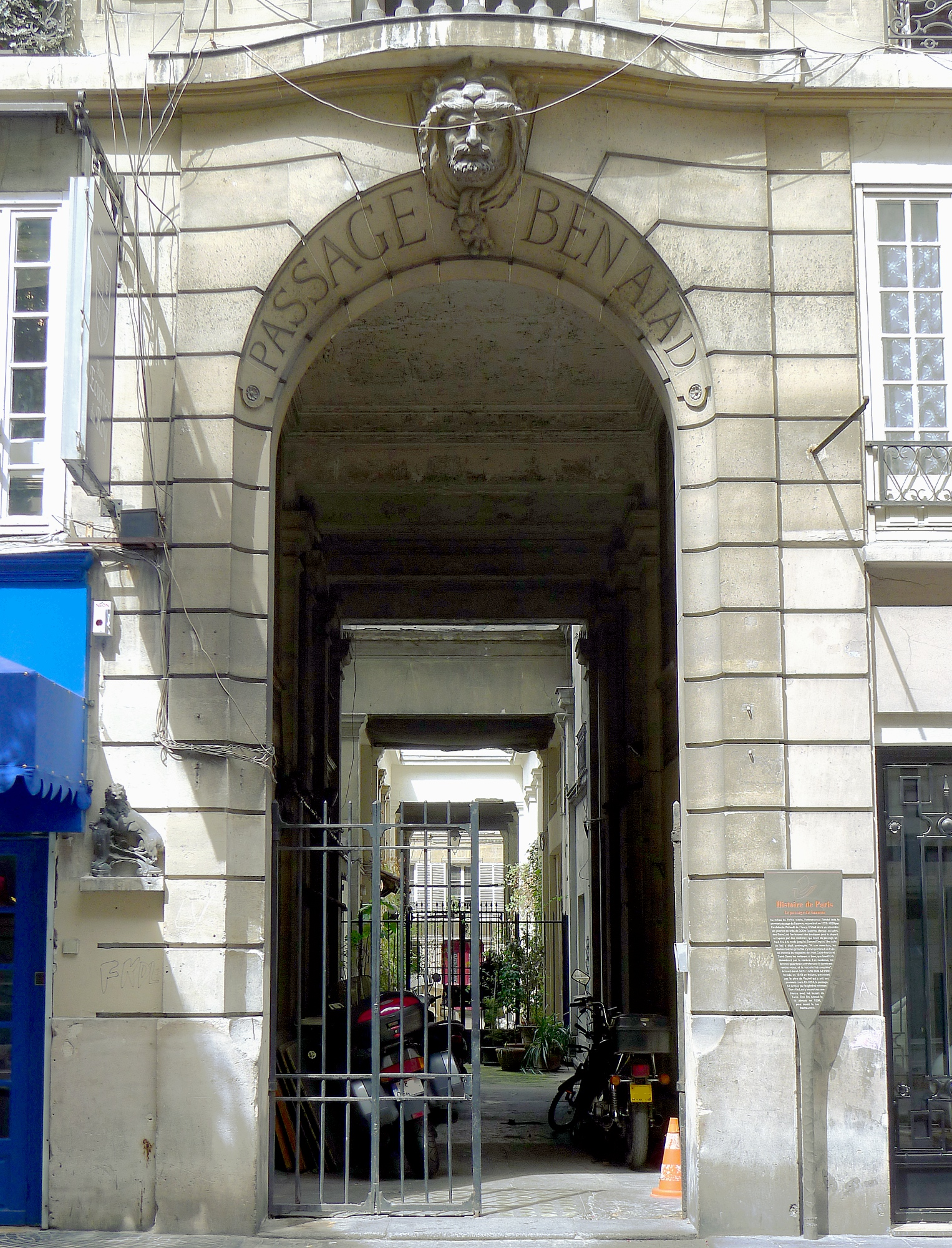
Côté pair.

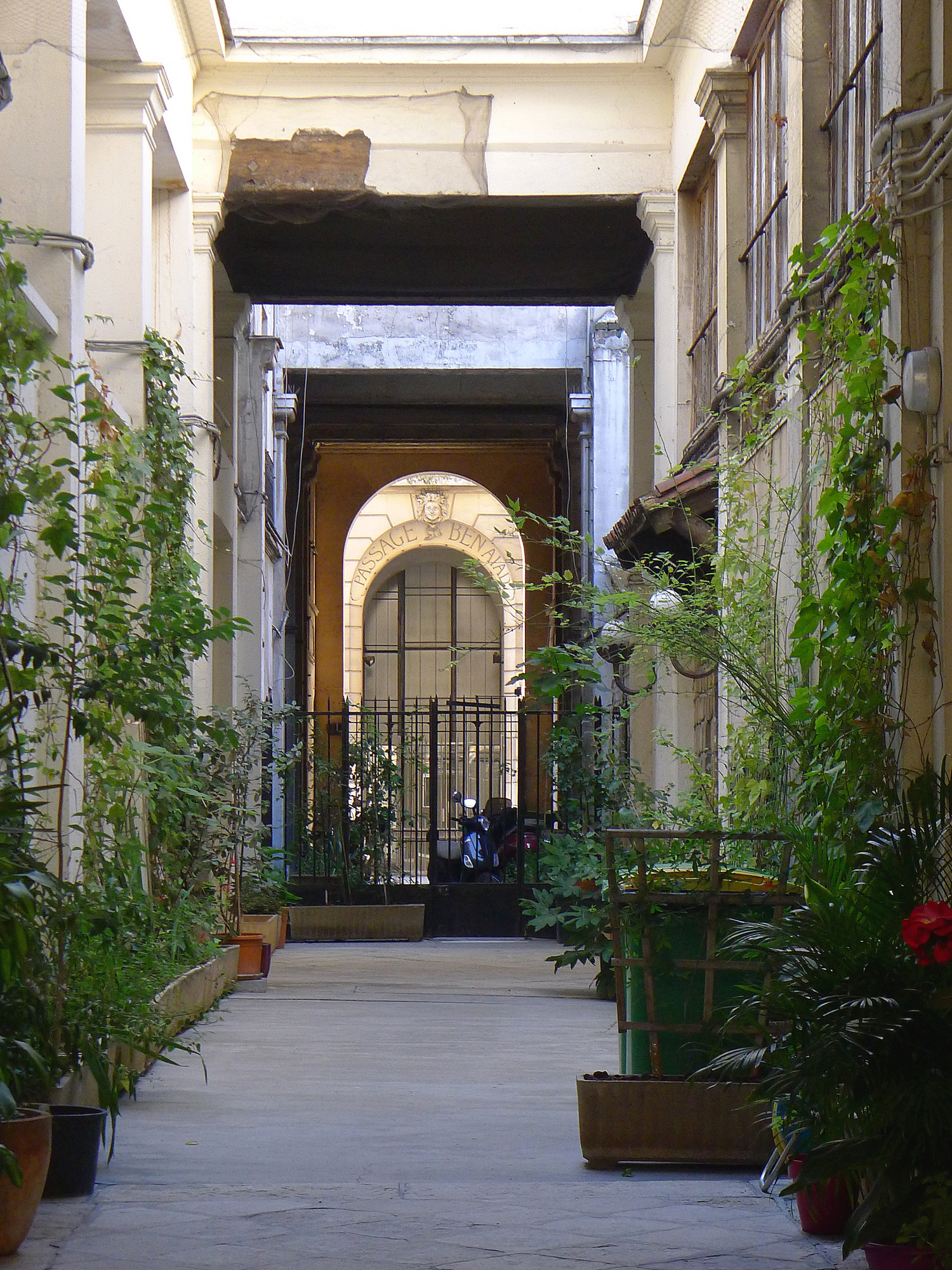
Intérieur du passage.
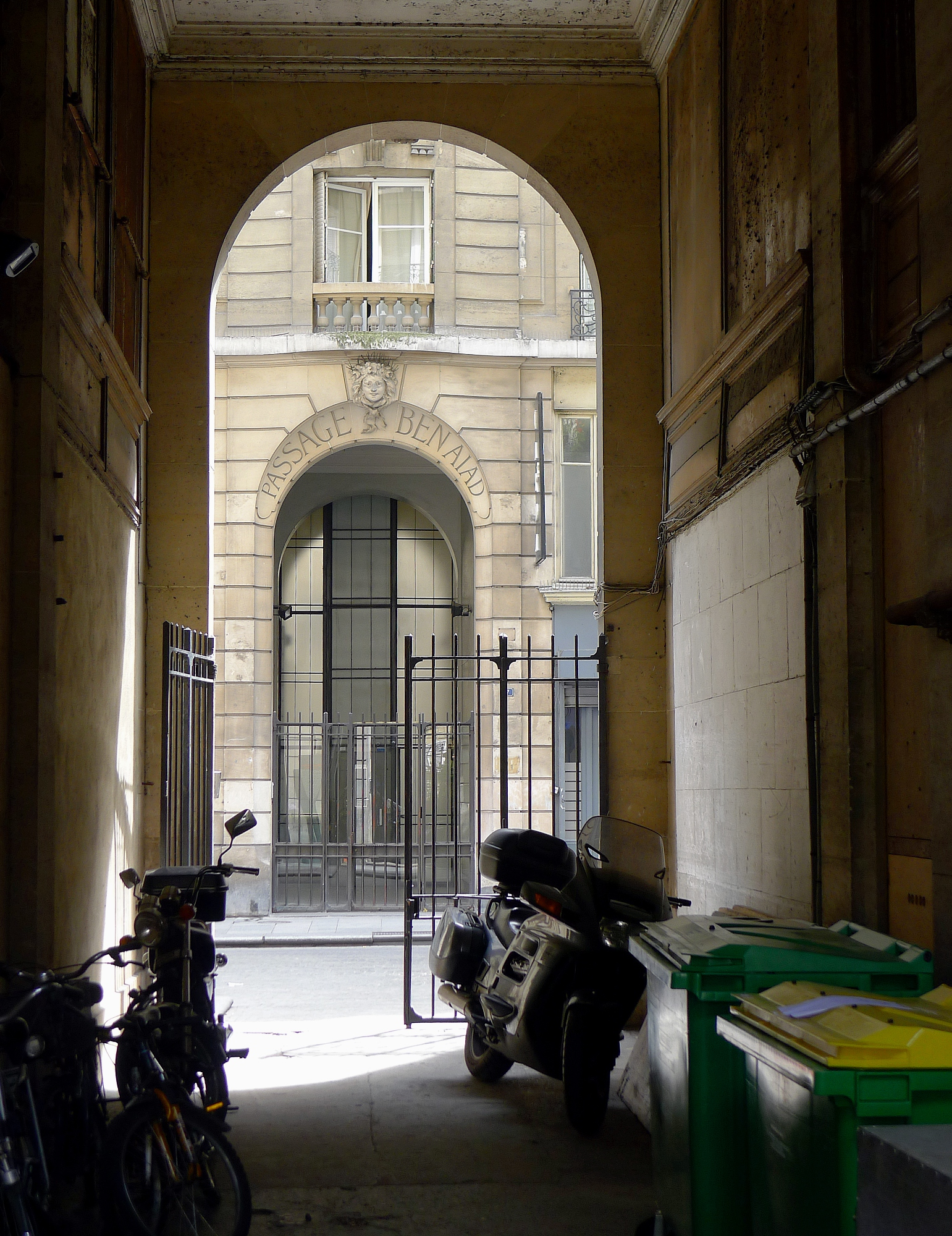
Passage Ben-Aïad vu en enfilade au niveau de la rue Bachaumont.

## La passage dans la littérature
- Dans Le Petit Chose d'Alphonse Daudet (1868), le magasin de porcelaine de M. Pierrotte, père de la fille dont est amoureux le héros, est situé passage du Saumon.
- Dans L'Education sentimentale de Gustave Flaubert (1869), Frédéric Moreau, le héros, prend un café dans un estaminet situé passage du Saumon.
- Dans Histoire d'un crime de Victor Hugo (1878), le chapitre IV « Quatrième journée : La victoire » a pour paragraphe IV « Les Faits de la nuit. Le passage du Saumon », dont l'action se situe passage du Saumon.

## Pour approfondir